# Michael Finneran
Michael Finneran (né le 10 septembre 1947) est un homme politique irlandais du Fianna Fáil. Il est Teachta Dála (TD) pour la circonscription de Roscommon – South Leitrim de 2007 à 2011 et est également ministre d'État.

## Biographie
Ancien infirmier psychiatrique, Finneran est élu pour la première fois au Dáil Éireann lors des élections générales de 2002 dans la circonscription de Longford-Roscommon. Il est auparavant membre du Seanad Éireann de 1989 à 2002.
Le 13 mai 2008, peu après que Brian Cowen soit devenu Taoiseach, il est nommé ministre d'État au ministère de l'Environnement, des Communautés et des Gouvernements locaux, avec une responsabilité particulière pour le logement, la rénovation urbaine et le développement des zones puis passe au Logement et Services locaux en 2009.
Il prend sa retraite de la politique lors des élections générales de 2011.